# Eusparassus nanjianensis
Eusparassus nanjianensis là một loài nhện trong họ Sparassidae.
Loài này thuộc chi Eusparassus. Eusparassus nanjianensis được miêu tả năm 1985 bởi Hu & Fu.